# Боровка (Киевская область)
Боро́вка (укр. Борівка) — село, входит в Макаровский район Киевской области Украины.
Население по переписи 2001 года составляло 603 человека. Почтовый индекс — 08023. Телефонный код — 4578. Занимает площадь 0,925 км². Код КОАТУУ — 3222780401.

## Местный совет
с. Борівка, вул. Леніна, 32 (укр.)

## Известные люди
В селе родилась Ковальчук, Людмила Ивановна — советская и украинская библиотекарь и общественный деятель.